# 巴格萊號驅逐艦 (DD-185)
巴格萊號驅逐艦（舷號DD-185），曾短暫更名為杜蘭號，轉交英國皇家海軍後更名聖瑪利號，是一艘美國海軍建造的驅逐艦，為維克斯級驅逐艦的111號艦。她是美軍第一艘以巴格萊為名的軍艦，以紀念美西戰爭中陣亡的海軍軍官禾夫·巴格萊（Worth Bagley）。
巴格萊號在1918年於紐波特紐斯造船廠開始建造，在同年下水，於1919年服役，其時第一次世界大戰已經結束。稍後巴格萊號被派往大西洋執勤，在1922年退役封存。1932年至1934年間，巴格萊號曾轉交美國海岸防衛隊，負責截查酒精走私。第二次世界大戰爆發後，巴格萊號於1940年重新服役，並更名為杜蘭。不久杜蘭號按租借法案轉交英國，更名聖瑪利。此後聖瑪利號負責商船護航，以及海上佈雷。1944年聖瑪利號提早封存，在1945年退役除籍，並出售拆解。